# Rissa Ixa
Vous êtes invité à donner votre avis sur cette page de discussion, de manière argumentée en vous aidant notamment des critères d’admissibilité ou en présentant des sources extérieures et sérieuses.  
Après avoir apposé le modèle {{Admissibilité}} sur une page, suivez les étapes expliquées sur Wikipédia:Débat d'admissibilité/Aide :
| 1. | Créez la page de débat d'admissibilité.                                                                      | Sauvegardez d’abord la page pour l’initialiser puis indiquez votre motivation.   |
| 2. | Important : ajoutez une entrée dans la section Débat d'admissibilité du jour.                                | Utilisez ce texte : *{{L\|Rissa Ixa}}                                            |
| 3. | Pensez à informer les contributeurs principaux de la page et les projets associés lorsque cela est possible. | Utilisez ce texte : {{subst:Avertissement débat d'admissibilité\|Rissa Ixa}}~~~~ |

Rissa Ixa né en 1946 à Inatès, est un peintre touareg nigérien.

## Biographie
Rissa Ixa naît en 1946 à Innates dans l'arrondissement de Tillabery. Il fait partie de l'ethnie des Touaregs. Il est de nationalité nigérienne et est le neveu du touriste et paramilitaire Mano Dayak, ainsi que l'oncle du guitariste et chanteur Bombino.
Dans une petite maison en banco, Rissa Ixa connaît en matière de décoration que le motif géométrique.
Dès son enfance, il montre un talent artistique et souhaite devenir peintre. En 1959, il déménage à la capitale Niamey. En observant d'autres artistes, il apprend différentes techniques de peinture.
Son succès international arrive avec un tableau représentant la vie du marché d'Ayorou, avec lequel il obtient la deuxième place lors d'un concours organisé par le magazine américain *African Arts* en 1967.
Dans les années 1970, il participe à ses premières expositions en Europe et aux États-Unis.
En 1998, lors d'un cours dirigé par le peintre ivoirien Augustin Kassi au Centre Culturel Franco-Nigérien à Niamey, il perfectionne sa technique.
Rissa Ixa forme d'autres artistes dans son atelier à Niamey et donne des cours de peinture à Montpellier et à Nancy. Il est également flûtiste et fonde l'Association pour le développement des arts et cultures traditionnelles nomades du Niger, une organisation visant à promouvoir l'art et la culture traditionnels nomades du Niger.

## Œuvre
Rissa Ixa est considéré comme un représentant de la peinture naïve. Il s'est progressivement orienté vers l'abstraction. Sa technique préférée est la peinture sur verre. Ses peintures témoignent du mode de vie idyllique et menacé des Touaregs. Il « imagine de grandes vaches cubistes dans l'atmosphère de poussière dorée que soulève le troupeau en marche ».
Ses motifs montrent des influences issues des bijoux, du travail du cuir et du bois de son peuple.
Rissa Ixa a également expérimenté l'intégration de l'écriture Tifinagh dans ses tableaux. Lorsqu'il traitait des motifs traditionnels, il avait tendance à vouloir séduire un public occidental.

## Documentaire
- Aman Iman (France 1996, 17 min), Réalisation : Cassie Texier, Sandra Vautier[11]